# Музей Ленина (Рига)
Музей В. И. Ленина восстановлен в 2006 году в Риге, на улице Цесу, дом 17 — мемориальный музей-квартира, в том доме, где в апреле 1900 года в квартире М. А. Сильвина останавливался В. И. Ленин.
Здание было переделанo в гостиницу ("Ļeņina apartamenti"). Новая экспозиция музея находится в чердачной комнате.

## История пребывания Ленина в Риге
После освобождения из ссылки в Енисейской губернии В. И. Ленин налаживал связи в городах Российской империи с местными организациями марксистов.
В Ригу он приехал 2 апреля 1900 года из Пскова, остановившись на квартире у своего давнего знакомого, сторонника социал-демократического движения 26-летнего Михаила Сильвина и его жены Ольги на Венденской улице (ныне Цесу), дом 17, квартира № 5.
Михаил Сильвин и Юлий Мартов (стоявший у истоков организации «Союз борьбы за освобождение рабочего класса») способствовали встрече Ленина с латышскими социал-демократами — Янисом Озолсом и Карлисом Зутисом (одним из основателей Рижской социал-демократической организации). С ними Ленин встречался на квартире у семьи Ковалевских, которая располагалась по адресу улица Елизаветинская, 18. В 1970 году в том месте был открыт ещё один музей-квартира В. И. Ленина в Риге. По данным 1983 года, его посетило 188,3 тысячи человек.
В ходе визита Ленина в Ригу были налажены контакты с социал-демократами и участниками революционного движения в Прибалтийских губерниях. Единомышленникам удалось обсудить вопрос о способах транспортировки большевистской газеты «Искра» и решить вопрос о подготовке к печати газеты «Циня».

## Музей в Советской Латвии

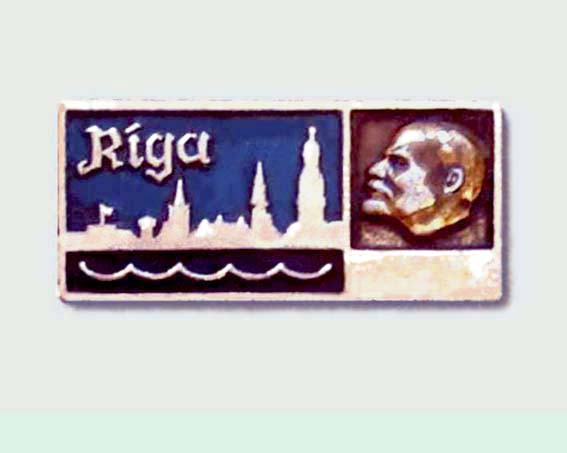
Значок «Ленин в Риге»
(выпущен в 1960-е годы)

В 1961 году в бывшей квартире М. А. Сильвина был открыт «Мемориальный музей В. И. Ленина».
В музее было 8 залов, в каждом из которых была развёрнута экспозиция, посвящённая жизни и революционной деятельности Ленина.
Часть выставки повествовала о его связях с представителями революционного движения в Риге и других городах Лифляндской и Курляндской губерний.
Посещаемость музея (по данным на 1983 г.) составляла 151,1 тысяч человек в год.

## Воссоздание музея

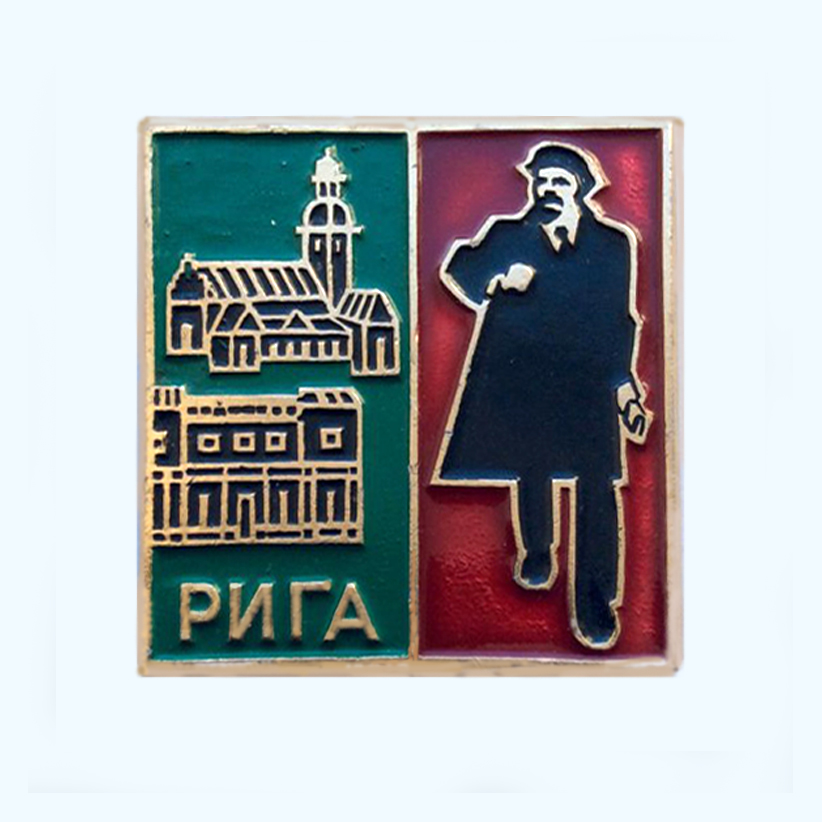

В начале 1990-х годов, после смены идеологических ориентиров, музей Ленина на улице Цесу был закрыт. Квартира постепенно приходила в упадок; многие экспонаты оказались вывезены или утрачены.
Латвийский предприниматель Андрис Шваглис, работающий в сфере недвижимости, заинтересовался историей старинного деревянного здания, в котором ранее размещался музей. Андрису Шваглису принадлежало здание на улице Базницас, где ранее располагалась музейная экспозиция, посвящённая поэту Райнису и его супруге поэтессе Аспазии. В ходе переговоров он сумел обменять это здание на дом, где в 1900 году останавливался В. И. Ленин. В здании был открыт офис и мини-гостиница, основной «изюминкой» которой являлся «ленинский фактор».
Со временем удалось собрать много исторических экспонатов (в основном из частных коллекций и антикварных магазинов), отражавших специфику быта конца XIX — начала XX столетия, и совместными усилиями музей памяти В. И. Ленина в Риге был восстановлен. В числе экспонатов музея находится и фрагмент гранитного постамента рижского памятника В. И. Ленину, который был демонтирован 14 августа 1991 года.
Разработчики музейной концепции постарались добиться максимальной реконструкции исторической обстановки. Экспонаты отражают состояние квартиры на момент ленинского визита в Ригу.
Обновлённый музей был открыт в 2006 году. В настоящее время он не имеет официального статуса, но ежегодно 7 ноября, 22 апреля и 21 января его с интересом посещают те, кто отмечает годовщину Октябрьской революции, а также годовщину рождения и смерти В. И. Ленина.